# Дебенец
Дебенец (словен. Debenec) је насељено место у општини Мирна, регија Југоисточна Словенија, Словенија.

## Историја
До територијалне реорганизације у Словенији био је у саставу старе општине Требње.

## Становништво
У попису становништва из 2011. године, Дебенец је имао 47 становника.
| Број становника према пописима | Број становника према пописима | Број становника према пописима |
| ------------------------------ | ------------------------------ | ------------------------------ |
| 1991                           | 2002                           | 2011                           |
| 13                             | 32                             | 47                             |

Напомена: Године 2000. повећано за део насеља Горења вас при Мокроног (Мокроног-Требелно). Године 2012. и 2017. извршене су мање размене територија између насеља Дебенец и Стан.